# Фактор Черчил
Фактор Черчил: како је један човек стварао историју (енгл. The Churchill Factor: How One Man Made History) је историографско дело Бориса Џонсона, које се детаљно бави животом некадашњег британског премијера Винстона Черчила. Књига је први пут објављена 23. октобра 2014. године.

## Опис
Џонсона, као бивши новинар, публицистичким стилом пружа преглед целокупне Черчилове биографије, од породичних прилика, односа са оцем Рандолфом и мајком Џени Џероме, каријери новинара и ратног извештача, учешћу у Другом бурском рату, те искушењима на највишим државним функцијама све до места премијера Уједињеног Краљевства.
Иако покушава да га смести у реалне историјске оквире, Џонсон не крије симпатије према Черчилу, за кога наводи да је највећи Британац у историји.

## Критике
Џон Кампфнер из лондонског Обсервера пише да књига садржи „не тако суптилне“ покушаје да се повуче паралела између Џонсона и Черчила.

## Издања
Прво издање књиге се појавило 23. октобра 2014. године, а издавач је Hodder & Stoughton. Већ 2015. године, издавач Albion Books објављује и прво издање на српском језику.
Промоција издања на српском језику је одржана је 28. јула 2016. године у свечаној сали Скупштине града Београда у Старом двору. На промоцији су говорили председник Владе Републике Србије Александар Вучић, експерт за међународне односе из Вашингтона Лари Гросман и др Зоран Драгишић, редовни професор Факултета безбедности Универзитета у Београду.